# Malou Aamund
Malou Aamund (Marie-Louise Aamund; født 28. juli 1969 i København) er en dansk erhvervsleder og tidligere politiker. I 2025 blev hun formand for Matas. Hun er tidligere folketingsmedlem, valgt ind for Ny Alliance og senere skiftet til Venstre.

## Karriere

### Erhvervslivet
Malou Aamund har tidligere beklædt høje lederposter i IBM Danmark og Microsoft Danmarks Marketing- og Operationsafdeling. Hun tiltrådte 5. december 2016 stillingen som direktør for Google i Danmark.

### Politik
Ved valget i 2007 blev Malou Aamund en af de fem kandidater, der blev valgt ind i Folketinget for Ny Alliance. 5. februar 2008 skiftede hun parti og meldte sig ind i Venstre. Hendes partiskifte betød, at VK-regeringen genvandt sit flertal sammen med Dansk Folkeparti. Ny Alliances grundlæggende projekt om at tilbyde VK-regeringen en mulighed for at samle et folketingsflertal sammen med midterpartierne – frem for kun sammen med Dansk Folkeparti – så på daværende tidspunkt ud til at lykkes, men konsekvensen af Malou Aamunds partiskifte blev, at dette projekt blev endegyldigt knust.
4. maj 2010 stemte Malou Aamund (sammen med fire andre V-folketingsmedlemmer) for at give homoseksuelle par, der lever i registreret partnerskab, ret til at adoptere på lige fod med heteroseksuelle.
Da Aamund senere på trods af nyt job i februar 2011 valgte teknisk ikke at forlade Folketinget før Grundlovsdag, sikrede hun sig løn som folketingsmedlem (den gang kr 49.409 pr måned) fra januar til juni, hvor hun ikke deltog i det politiske arbejde. Dette betød samtidigt, at VKO beholdt sit snævre flertal med 90 mandater. Var der blevet udskrevet valg inden Grundlovsdag, ville hun havde modtaget løn i tolv måneder efter valget, samtidigt med at hun fik løn fra sin nye chefstilling hos Microsoft. Dette fik Enhedslisten til at stille forslag om en såkaldt 'Lex Malou', der skulle forhindre afgående folketingsmedlemmer i at hæve eftervederlag fra Folketinget, samtidig med at de fik løn fra andet job.
Forslaget så i første omgang ud til at blive godkendt med et flertal men faldt, da Socialdemokratiet og SF i sidste øjeblik ændrede holdning og stemte imod.
Malou Aamund forlod officielt politik og Folketinget Grundlovsdag 2011, ca tre måneder før folketingsvalget i september.

## Privatliv
Hun er datter af erhvervsmand Asger Aamund og kunstner Susanne Aamund, og niece til forfatter Jane Aamund. Hun er uddannet cand.merc. fra Handelshøjskolen i København, og blev først kendt for i 1990 at være kronprins Frederiks kæreste. Hun er gift med Mikael Bertelsen (tv-vært, og forhenværende programchef på DR og Radio24syv), og parret har tre børn.